# مجلس مندوبين فرجينيا الغربية
مجلس مندوبين فرجينيا الغربية (بالإنجليزية: West Virginia House of Delegates)‏ هو مجلس النواب التشريعي لولاية فرجينيا الغربية الأمريكية، يقع المقر الرئيسي له في تشارلستون، فيرجينيا الغربية، ويتكون من 100 مقعداً، وهو المجلس الأدنى في كونغرس فيرجينيا الغربية.

## طالع أيضًا
- كونغرس فيرجينيا الغربية